# Luci Publili Filó Volsc
Luci Publili Filó Volsc   (antiga Roma, segle V aC - valor desconegut, segle IV aC) (en llatí: Lucius Publilius L. F. Volero N. Philo Volscus) va ser un magistrat romà. Formava part de la gens Publília, i era de la família dels Publili Filó.
Va ser nomenat tribú amb potestat consolar l'any 400 aC. Titus Livi l'esmenta diu que es deia Luci Publili Volsc i que pertanyia a una família patricia, però això és segurament un error, ja que els Publili Filó eren sens dubte plebeus. El nom complet el donen els Fasti Capitolini.